# 무라카미 수군
무라카미 수군(일본어: 村上水軍)은 일본 중세 시기에 세토 내해에서 활약한 수군(水軍), 즉 해적중(海賊衆)이다. 그 세력 거점은 게이요 제도(芸予諸島)를 중심으로 하는 해역으로 후에 크게 노지마 무라카미(能島村上), 구루지마 무라카미(来島村上), 인노시마 무라카미(因島村上)의 산케(三家)로 나뉘었다. 주활동은 항해하는 배를 상대로 통행세를 걷거나 기복을 행하는 것이었다.
대부분 진언종 신도들로 시나노 정(信濃町) 등에 자손이 많이 남아 있다. 또한 지금까지도 세토 내해 주변 지역에는 무라카미 수군의 후예를 자처하는 사람들이 많이 살고 있다. 20세기까지 세토 내해에 나타난 이른바 표해민(漂海民)들도 무라카미 수군의 후손이 아니냐는 설도 존재한다.

## 기원
무라카미 수군의 기원은 확실한 것이 없다. 가장 유력한 설은 《손피빈먀쿠》(尊卑分脈)에 기술된 것으로, 가와치 겐지의 방계 혈통인 시나노 무라카미 씨(信濃村上氏)에 기원을 두고 있다는 설이다. 헤이안 시대에 무라카미 다메쿠니(村上為国)의 동생 사다쿠니(定国)가 호겐의 난이 끝나고 [[아와지 섬]을 거쳐 시와쿠 제도(塩飽諸島)에서 살게 되었고, 헤이지의 난 이후인 에이랴쿠 원년(1160년)에 오치 오시마(越智大島)로 옮겨 이요 무라카미 씨(伊予村上氏)의 시조가 되었다고 한다.
오치 오시마를 비롯한 이요 각지에는 미나모토노 요리요시(源頼義)가 이요노카미(伊予守)를 지낸 시기에 조카 무라카미 나카무네(村上仲宗)에게 명하여 많은 신사와 불각을 세우게 했다는 전승이 남아 있는데, 무라카미 나카무네는 훗날 시나노 무라카미 씨(信濃村上氏)의 시조로 모셔지게 되는 인물이며, 이요는 시나노 무라카미 씨와 연고가 깊은 땅이 되었다.
또한 노지마 무라카미 씨의 계보도에는 그 출자를 무라카미 천황(村上天皇)의 황자로써 무라카미 겐지의 시조가 된 도모히라 친왕(具平親王)의 아들 미나모토노 모로후사(源師房)에 두고 스스로를 무라카미 겐지(村上源氏)로 자처한 것도 있다(인노시마 무라카미 씨에게도 같은 내용의 계보도가 남아 전한다). 또한 시나노 무라카미 씨의 계보도에는 미나모토노 요리노부(源頼信)의 차남인 요리키요(頼清)가 무라카미 천황의 황자 다메히라 친왕(為平親王)의 아들인 미나모토노 노리사다(源憲定, 무라카미 노리사다)의 사위가 되어 무라카미 성을 칭했다는 흡사한 전승도 남아 있다. 그 밖에 이요의 호족이었던 오치씨(越智氏)의 방계라는 설도 있다.
그 밖에 무라카미 요시히로(村上義弘)는 에히메현 니하마시 앞바다의 니하마 오시마(新居大島)에서 태어났다는 전승이 있고, 수군으로 활동하게 된 초기에 쌓은 것으로 보이는 성터나 굴항의 흔적도 남아 있다.

## 무라카미 해적의 활동
문헌 사료에 나오는 가장 오래된 무라카미 수군의 기록은 1349년의 것으로, 노지마 무라카미 씨가 교토 도지(東寺) 소속의 영지였던 유게 장원(弓削庄) 부근에서 해상 경호를 청탁받았다고 하는 것이다. 남북조 시대에는 인노시마, 유게시마(弓削島) 등을 중심으로 세토 내해의 제해권을 장악했고, 해상 거점마다 관문을 두어 통행세를 거두었으며 물길 안내인을 보내거나 해상 경호 청부 등을 맡아 활약했다.
전국 시대에는 인노시마 무라카미 씨가 모리 씨(毛利氏)를 섬겼다. 구루시마 무라카미 씨(来島村上氏)는 고노 씨(河野氏)를 섬겼는데, 무라카미 미치야스(村上通康)가 오치 성을 쓰는 것을 허락받기도 했다(고노 씨는 오치 씨의 일족). 노지마 무라카미 씨는 고노 씨와 우호관계를 유지했지만 신하로 섬기지는 않았다. 그 뒤 주고쿠 지방으로 세력을 넓힌 모리 수군(毛利水軍)을 도와 고지 원년(1555년)의 이쓰쿠시마 전투, 에이로쿠 4년(1561년)의 부젠 미노시마(豊前簑島) 전투, 에이로쿠 10년(1567년)부터 이루어진 모리 씨의 이요 공격, 덴쇼(天正) 4년(1576년)의 이른바 제1차 기쓰가와 강(木津川) 어귀의 전투 등에서 활약하였다.

## 해체
이요 무라카미 씨는 일찍부터 도요토미 히데요시와도 맞서는 독립 다이묘가 되었지만, 노지마나 인노시마의 다른 두 집안은 각각 고바야카와 씨(小早川氏)와 모리 씨의 가신(家臣)이 되었다.
덴쇼 16년(1588년)에 도요토미 히데요시가 내린 해적 활동 금지령에 따라 무라카미 수군은 예전같은 활동이 어려워지게 되었다. 인노시마 무라카미 씨는 모리 집안의 가신을 거쳐 에도 시대에는 조슈번의 후네테구미(船手組)로써 스오국 미타지리(三田尻)를 근거지로 삼았다. 노지마 무라카미 씨는 모리 집안으로부터 스오 오시마를 받으며 모리 씨를 신하로 섬기게 되었고, 에도 시대에는 인노시마 무라카미 씨와 함께 조슈 번의 후네테구미가 되었다.
이요 무라카미 씨는 무라카미 미치야스의 아들인 도쿠이 미치유키와 구루시마 미치후사 형제가 모두 임진왜란에 참전했다가 각각 당포와 울돌목에서 전사하고, 미치후사의 차남으로 당주를 이어받은 구루시마 나가치카의 대에 세키가하라 전투에서 서군(西軍)에 가담했으나 나가치카의 처백부(妻伯父) 후쿠시마 마사노리의 연줄로 혼다 마사노리를 통해 집안의 이름을 겨우 유지할 수 있었고, 게이초 6년(1601년)에 분고국의 구스 군(玖珠郡)으로 영지가 옮겨지고, 모리 번을 열었으며 이후 바다와는 완전히 분리되었다. 나가치카의 아들 구루시마 미치하루부터는 성씨가 구루시마 씨(久留島氏)로 바뀌었다.

## 같이 보기
- 마쓰라토
- 아와 수군